# Mirosław Erbel
Erbel Mirosław (ur. 19 listopada 1959 w Skarżysku-Kamiennej) – polski oficer policji, podinspektor Policji w stanie spoczynku, komendant wojewódzki Policji w Chełmie w latach 1997–1999.

## Życiorys
Urodził się 19 listopada 1959 w Skarżysku-Kamiennej w rodzinie Antoniego i Reginy z domu Dworak. Jego brat January zginął 10 maja 1955 w katastrofie statku M/T „Czubatka”. Naukę w  Technicznych Zakładach Naukowych w Skarżysku-Kamiennej ukończył w 1980 r. W październiku tego samego roku podjął pracę w Milicji Obywatelskiej. W latach 1982–1986 był referentem w Wydziale Kryminalnym Rejonowego Urzędu Spraw Wewnętrznych w Skarżysku-Kamiennej. Uczęszczał do Wyższej Szkoły Oficerskiej w Szczytnie w latach 1986-1989 (ukończył jako Vice Prymus), a następnie do Akademii Spraw Wewnętrznych w Warszawie uzyskując tytuł magistra prawa w 1991 r. Komendant KP (Komisariatu Policji) w Suchedniowie (1990), inspektor w Wydziale Dochodzeniowym KMP (Komendy Miejskiej Policji) w Tychach (1991-1992). W latach 1992–1995 pełnił funkcję komendanta KP I w Tychach. Naczelnik Wydziału Prezydialnego KWP (Komendy Wojewódzkiej Policji) w Olsztynie (1995-1996), komendant KRP (Komendy Rejonowej Policji) w Ostródzie (1996-1997). W 1997 r. odbył kurs menedżerski dla kadry kierowniczej Policji w Wyższej Szkole Policji w Szczytnie. W latach 1997–1999 komendant KWP w Chełmie. 10 kwietnia 1999 r. przeszedł na emeryturę.
Zainteresowania: podróże, wędkarstwo, grzybobranie.

## Odznaczenia
- srebrny Krzyż Zasługi[2] (1997),
- srebrny Medal „Za zasługi dla pożarnictwa” (1998),
- srebrny Medal „Za zasługi dla Ligi Obrony Kraju” (1998).